# ソビエト連邦共産党中央委員会付属マルクス・レーニン主義研究所
ソビエト連邦共産党中央委員会付属マルクス・レーニン主義研究所（ソビエトれんぽうきょうさんとうちゅうおういいんかいふぞくマルクス・レーニンしゅぎけんきゅうしょ）は、かつて存在したソビエト連邦共産党の付属機関である。モスクワに所在し、カール・マルクス、フリードリヒ・エンゲルス、ウラジーミル・レーニン等の著作、マルクス・レーニン主義の研究、党大会決定や党関係資料等の、収集・保存・編集・出版などを行っていた。日本語訳文献の原著を出していたことでも知られる。

## 沿革

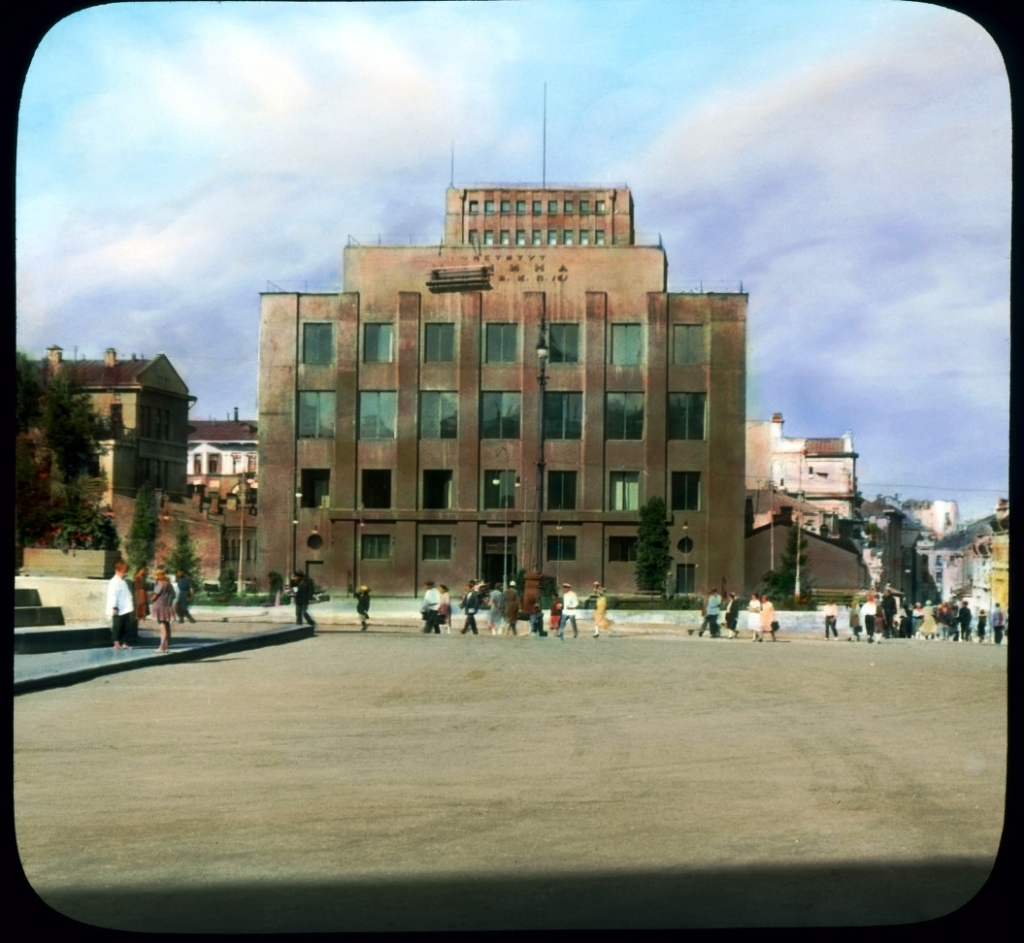
モスクワのレーニン研究所、1931年

- 1921年：マルクス・エンゲルス研究所設立、初代所長ダヴィト・リャザーノフ
- 1923年：レーニン研究所設立、初代所長レフ・カーメネフ
- 1931年：マルクス・エンゲルス研究所とレーニン研究所が合併、マルクス・エンゲルス・レーニン研究所となる[3]
- 1956年：マルクス・レーニン主義研究所と改称[3]
- 1957年：機関誌『ソ連邦共産党史の諸問題』創刊
- 1991年6月：社会主義理論歴史研究所と改称
- 1991年11月：廃止、所蔵資料はロシア現代史資料保存・研究センター（1999年ロシア国立社会政治史文書館と改称）等に移行

## 機構
以下は、研究所の部門の一覧である。
- (1) マルクス、エンゲルス、レーニンの著作
- (2) ソビエト連邦共産党の歴史
- (3) 党建設
- (4) 科学的共産主義
- (5) 国際共産主義運動の歴史
- (6) 支部および研究の調整
- (7) 中央党アルヒーフ（文書館）
- (8) 図書館
- (9) マルクス・エンゲルス博物館　（1962年5月7日、モスクワに開設）

ロシア共和国を除く14のソ連構成共和国とモスクワ、レニングラード（現サンクトペテルブルク）に計16の支部があった。